# Список переименованных городов Грузии
- Чёрюк-Гемерли[1], Екатеринофельд (нем. Katharinenfeld — Катариненфельд, 1817) → Люксембург-Грузинский (1921) → Люксембурги (1936) → Болниси (1943)
- Елизаветталь[2], Елисаветталь[3], Элизабетталь → Асурети (1943)
- Сарван → Борчало (1929) → Марнеули (1947)
- Ахалгори → Ленингори (1935) → Ахалгори (1991)
- Багдати → Маяковский (1940) → Багдати (1990)
- Батоми → Батум (1878)[4] → Батуми (1936)[5]
- Караязы → Гардабани (1947)
- Дедоплисцкаро → Царские Колодцы (1803) → Цителицкаро (1921) → Дедоплисцкаро (1991)
- Башкичет, Баш-Кечид → Башкичети → Дманиси (1947)
- Квирила → Джугели (1920) → Зестафони (1921)
- Айа, Кутайа, Койтайа, Котиаион, Квататиси → Кутаис → Кутаиси (1936)
- Чкондиди → Мартвили → Гегечкори (1936) → Мартвили (1990)
- Ниноцминда → Алтынкале[источник не указан 223 дня] → Богдановка (1829) → Ниноцминда (1991)
- Озургет, Озургеты[6] → Махарадзе (1922) → Озургети (1990)
- Сенаки → Миха-Цхакая (1935) → Цхакая (1976) → Сенаки (1989)
- Степанцминда → Казбеги → Степанцминда (2006)
- Диоскуриада → Себастополис → Цхуми → Сухум-Кале → Сухум (1810) → Сухуми (1936) → Сухум (1992)
- Тифлис → Тбилиси (1936)
- Аг-Булаг → Белоключинское военное поселение (1837) → Белый Ключ, Белые Ключи (1857) → Агбулах (1937) → Тетри-Цкаро[7] (1940)
- Александерсгильф → Розенберг → Молотово (1940) → Триалети (1957)[3]
- Харагаули → Орджоникидзе → Харагаули (1990)
- Хашури → Михайлово (1872) → Хашури (1918) → Сталиниси (1931) → Хашури (1934)
- Хони → Цулукидзе (1936) → Хони (1990)
- Бармаксиз[8], Бармаксыс[9] → Цалка (1932)
- Цхинвали → Сталинири (1934) → Цхинвали (1961)
- Чаква[10] → Чакви
- Шулавери → Шаумяни (1925) → Шулавери (1991)[11]